# Бенуа, Нэнси
Нэнси Элизабет Бенуа (англ. Nancy Elizabeth Benoit) (ранее Даус (англ. Daus), Салливан (англ. Sullivan), урождённая Тоффолони (англ. Toffoloni); 17 мая 1964, Бостон, Массачусетс, США — 22 июня 2007, Фейетвилл, Джорджия, США) — американский профессиональный рестлинг-менеджер и модель. Наиболее известна по своими выступлениями в таких проушенах как Extreme Championship Wrestling и World Championship Wrestling. В середине 1990-х годов выходила на ринг под именем Женщина (англ. Woman).
В 2007 году Нэнси и её сын Даниэль стали жертвами двойного убийства и самоубийства, совершенного её мужем Крисом Бенуа.

## Биография и карьера
После окончания средней школы Де-Ленда (Флорида) Тоффолони устроилась оператором телефонных звонков в компанию State Farm Insurance. Когда Джорджу Наполитано понадобилась красивая молодая девушка для обложки июньского выпуска журнала Wrestling All Stars за 1984 год, коллега-фотограф Билл Оттен предложил на эту роль 20-летнюю Нэнси Тоффолони Даус. Тоффолони, которая работала моделью, часто сидела рядом со своим тогдашним мужем Джимом. Также она продавала программы на шоу в Орландо и появилась как квартирный рестлер по прозвищу «Пара» в журнале Sports Review Wrestling Стэнли Уэстона. Именно на этом съемке она познакомилась с ещё одним будущим супругом Кевином Салливаном, который в конце концов захотел, чтобы она стала частью его реслинг окружения. После нескольких месяцев уговоров она, наконец решила, стать его валетом в эфире, взяв псевдоним «Падший ангел» (англ. Fallen Angel).

## Карьера в реслинге
30 июня 1984 года, Тоффолони дебютировала на ринге в образе «Падший ангел» в Майами, штат Флорида, в местном реслинг-промоушене Florida Championship Wrestling.
Тоффолони став частью кейфебной группировки «Сатанисты» (англ. Satanists) Кевина Салливана, в которую входили такие рестлеры: Лок, Луна Вашон, Пурпурная Дымка и сэр Оливер Хампердинк. Вместе Тоффолони и Кевин Салливан путешествовали по Соединённым Штатам, используя гиммик «Сатанистов» в таких промоушенов, как ICW Анджело Савольди и Southwest Championship Wrestling. В 1985 году они поженились. 3 августа 1985 года на Гавайях выступила в местном промоушене NWA Polynesian Wrestling против рестлера Дебби Комбс, в котором она проиграла по дисквалификации.

### World Championship Wrestling (1989—1990)
Впервые Нэнси Салливан появилась в WCW как «фанатка» Рика Штайнера по имени Робин Грин, одетая в футболку с надписью Штайнер и с большими очками.
Всякий раз когда Штайнер появлялся в аудитории, она сидела и общалась с ним. В конце концов она все-таки отвернулась от него, объединилась с Кевином Салливаном, взяв имя псевдоним «Женщина» (англ. Woman) и стала менеджером команды Doom (в которой были Бутч Рид и Рон Симмонс). Вскоре после ухода из Doom она присоединилась к Рику Флэру и Четырём всадникам.

### Eastern/Extreme Championship Wrestling (1993—1996)
В конце 1993 года Нэнси и Кевин Салливан присоединились к базирующемуся в Филадельфии промоушену Extreme Championship Wrestling, где она вернулась к своему старому рингнейму «Женщина». В декабре 1993 года Салливан и Тазманьяк выиграли командное чемпионство ECW. Они держали титулы до марта 1994 года, потерпев поражение от Паблик Энеми.
Весной 1994 года, после того как Салливан покинул ECW, Женщина стала менеджером рестлера Сэндмена. Персонаж Сэндмена основан на том что отдалился от своей жены и валета Персика, которая бросила его после того, как он случайно ударил её во время матча, временно ослепив её. Женщина вбивала клин между ней и Сэндменом, убедив того, что Персик изменяет ему с Томми Каиром. В соответствии с персонажем Сэндмена, Женщина открывала ему его пиво и прикуривала его сигареты перед тем, как он сам хотел зажечь спичку. Позже она начала ходить с сингапурской тростью, которой она наносила удары по противникам Сэндмена. 14 мая 1994 года на шоу When Worlds Collide Женщина и Сэндмен проиграли поединок Каиру и Персику по правилам сингапурский матч с Тростью, после чего Персик ударила Сэндмена тростью в пах, до тех пока Женщина не бросила ей соль в глаза, что позволило Сэндмену перегруппироваться и ударить Каиро и Персика тростью.
В середине 1994 года Сэндмен начал враждовать с Томми Дримером после того, как тот поцеловал Женщину. Кульминацией вражды стал матч по правилам «Я сдаюсь» (англ. I Quit) 1 октября, во время которого Сэндмен, казалось, был ослеплен, когда Дример засунул ему в глаз зажженную сигарету, а затем ударил его палкой по лицу. После боя Женщина объявила, что уходит от Сэндмена, поскольку он теперь для неё «бесполезен». После того, как Каиро высмеял Сэндмена, мучимый чувством вины Дример вызвал его на матч на шоу November to Remember которое прошло 5 ноября. На том же шоу Персик попыталась помириться с Сэндменом. Но Женщина прервала их примирение, ударив Персика палкой и пригрозив Сэндмену. После того, как Дример вышел на ринг, чтобы остановить Женщину, Сэндмен показал, что на самом деле он не был ослеплен, и напал на Дримера, а его отчуждение от Женщины было уловкой, чтобы натравить Дримера и Каиро друг на друга.
В апреле 1995 года на шоу Three Way Dance Женщина снова покинула Сэндмэна, присоединившись к Шейну Дугласу. 15 апреля На Hostile City Showdown она помогла Сендмену победить Дугласа за его второй титул Мирового чемпиона ECW в тяжёлом весе ударив его сингапурской тростью по колену, тем самым показав, что это был ход был ещё её одной очередной уловкой. После победы Сэндмена, Женщина стала носить его титул Мирового чемпиона ECW в тяжёлом весе прямо на ринг. В середине 1995 года она помогала Сэндмэну защищать свой титул в серии поединков против Кактуса Джека. В сентябре она стала менеджером союзника Сэндмэна, Мирового телевизионного чемпиона ECW 2 Cold Scorpio. В конце 1995 года «Сэндмэн» начал враждовать с Майки Уипвреком, во время которого началась противоречивая сюжетная линия, в которой Женщина заметно возбудилась, наблюдая за «Сэндмэном». Титульный рейн Сэндмэна продолжался до 28 октября, когда он проиграл Уипвреку в лестничном матче после того, как Ошеломляющий Стив Остин помешал Женщине вмешаться в матч.
28 октября 1995 года 2 Cold Scorpio победил Рокко Рока в одиночном поединке и выиграл командное чемпионство ECW World Tag Team Championship, а затем выбрал Сэндмена в качестве своего командного партнёра. Сендмэн вернул себе титул мирового чемпиона ECW в тяжелом весе в трехстороннем матче с Уипвреком и Остином 9 декабря, на шоу December to Dismember, предоставив Женщине контроль над всеми тремя чемпионскими титулами. 29 декабря на Holiday Hell Уипврек победил 2 Cold Scorpio в одиночном матче с World Tag Team Championship в сюжетной линии. Третий рейн Сендмэна в качестве мирового чемпиона ECW в тяжелом весе продолжалось до 27 января 1996 года, проиграв Ворону. В феврале на Big Apple Blizzard Blast Женщина объявила, что возвращается в WCW, расставшись с Сендмэном и 2 Cold Scorpio.

### Возвращение WCW (1996—1997)
Нэнси Салливан (в роли «Женщины») вернулась в WCW 22 января 1996 года в эпизоде WCW Monday Nitro как одна из многих женщин, которые стояли в проходе и махали, когда Халк Хоган и Рэнди Сэвидж вышли на ринг. На эпизоде Nitro от 5 февраля она набросилась на Сэвиджа во время его матча с Крисом Бенуа и присоединилась к Флэру, Арну Андерсону, Брайану Пиллману и Бенуа в тогдашнем воплощении Четырёх всадников. Мисс Элизабет также была менеджером группировки.
В 1996 году Пиллман покинул Всадников, но в июне они в место него добавили Стива Макмайкла и его жену Дебру, что не понравилось Женщине. В её следующем ракурсе, в целом не ладя эти двое ссорились. Четырём всадникам часто давали интервью на Nitro, и когда время доходила до Дебры говорить в микрофон, она часто пускалась в монолог о женской внешности и чувстве стиля — обычно, когда они не находились поблизости друг от друга. Несмотря на сильное напряжение, между двумя менеджерами у них никогда не было физической ссоры.
Одновременно у неё завязались экранные отношения с Бенуа, который в то время был вовлечен во вражду со своим реальным мужем Кевином Салливаном 7 декабря, на субботнем вечере WCW, во время послематчевого интервью с Салливаном, перед ним был показан домашний фильм о том, как пара обнимается на кухне. Женщина насмехалась над Салливаном, говоря: «Ты не можешь найти меня» и «Я сама себе хозяйка», в то время как Бенуа добавил: «Ты считаешь себя мастером человеческих шахмат. Что ж, мой слон только что забрал вашего ферзя». После этого видео Салливан, казалось, потерял дар речи, и его менеджер Джимми Харт увел его со сцены. Вражда между Бенуа и Салливаном привела к столкновению Женщины с тогдашним валетом Салливана Жаклин на ринге. В одном матче две дамы были привязаны друг к другу, бросались друг в друга и использовали соединяющий их ремень в качестве оружия против мужчин.
В итоге, их экранные отношения, переросли в реальный роман за кадром. Что из-за этого часто шутят, что Кевин Салливан «сам себе оформил свой развод». В 1997 году они развелись. Салливан проиграл матч на выбывание Бенуа; с его намерением уйти с ринга и сосредоточиться на букинге.
Последнее выступление Женщины в стенах WCW (и выступление в профессиональном рестлинге в качестве Женщины) состоялось 26 мая 1997 года, в понедельник, когда она сопровождала Бенуа на ринг для конфронтации с Джимми Хартом по поводу местонахождения Салливана, которого не было на арене. На шоу следующей недели Бенуа вышел один на ринг, без неё. После того, как он руководил им чуть более полугода, не было указано никаких причин внезапного исчезновения Женщины, и она больше никогда не упоминалась в программах WCW.

## Личная жизнь
До своего брака с Кевином Салливаном в 1985 году Нэнси была замужем за Джимом Даусом, но развелась с ним.
В начале 1997 года, будучи замужем за Кевином Салливаном, у неё была внебрачная связь с Крисом Бенуа. Она и Бенуа позже обручились, в 1997 году, после её развода с Салливаном, хотя Бенуа называл её только своей невестой даже после того, как они поженились. Она была менеджером своего мужа из их дома в Атланте.
25 февраля 2000 года Ненси родила сына Даниэля Кристофера Бенуа. А 23 ноября 2000 года она вышла замуж за Криса. В мае 2003 года она подала на развод, назвав брак «безвозвратно распавшимся» и заявив о «жестоком обращении». Однако в августе 2003 года она отказалась от иска, а также от судебного запрета, поданного в отношении её мужа.
В декабре 2006 года Нэнси Бенуа перенесла операцию по сращиванию спины и шеи у Ллойда Янгблада, того же хирурга, который ранее 28 июня 2001 года провел 3-часовую операцию на шее её мужа Криса.
В 2007 году после смерти Нэнси Бенуа Hustler опубликовал её обнаженные фотографии со съемок, сделанных, когда ей было 20 лет. Промежуток времени между событиями вызвал споры, в результате чего критики заявили, что владелец Hustler Ларри Флинт пытался извлечь из этого события выгоду. Семья Нэнси Бенуа подала в суд на Хастлера. Апелляционный суд постановил, что «фотографии, опубликованные [Флинтом], концептуально не относятся к инциденту, представляющему общественный интерес [убийствам], и не соответствуют периоду времени, в течение которого Бенуа против её воли стала объектом общественного внимания».

## Убийство
25 июня 2007 года Бенуа, её муж Крис и их сын Дэниел были найдены мертвыми в своем доме в пригороде Атланты около 2:30 вечера. Об этом впервые сообщила служба мобильных оповещений WWE и вскоре после этого информация была размещена на их официальном сайте.
Лейтенант Томми Поуп из Управления шерифа округа Файетт сообщил ABC News, что это расследуется как двойное убийство-самоубийство, и полиция не искала никаких подозреваемых за пределами дома, поскольку орудия убийства были найдены на месте преступления.
Во время пресс-конференции 26 июня окружной прокурор округа Файетт Скотт Баллард сообщил, что Крис Бенуа убил свою жену и сына и покончил с собой. Рядом с телом Нэнси была оставлена Библия, и она умерла от удушья. У неё были синяки на спине и животе, свидетельствующие о том, что нападавший надавил коленом ей на спину, одновременно натягивая веревку на её шее. Дэниел также умер от удушья, без признаков удержания. У него были внутренние повреждения в области горла, но синяков не было, что указывает на то, что он, возможно, был убит удушьем. Бенуа убил Нэнси в пятницу, Дэниела в субботу, а затем задушил себя тросом от тренажера в своем подвале в воскресенье.
Панихида Нэнси и Дэниела состоялась в Дейтона-Бич, штат Флорида, 14 июля 2007 года. Оба были кремированы, а их прах помещен в урны в форме морских звезд для семьи Нэнси. Крис также был кремирован, но судьба его праха публично не разглашалась.